# Francisco Antonio Rísquez
Francisco Antonio Rísquez (Juan Griego, 10 de octubre de 1856-Caracas, 10 de julio de 1941) fue un médico venezolano. En 1876, se doctoró en medicina en la Universidad Central de Venezuela, título que también obtuvo en la Universidad de Madrid. También cultivó el Magisterio y el periodismo científico. Dedicó su vida a la solución de los problemas sociales. Durante muchos años desempeñó varias cátedras en la Universidad; dio el mayor impulso a los estudios de enfermería y trabajó incansablemente por el progreso de la Cruz Roja Venezolana. Representó al país en Congresos Internacionales de Medicina y escribió numerosas obras científicas.

## Biografía

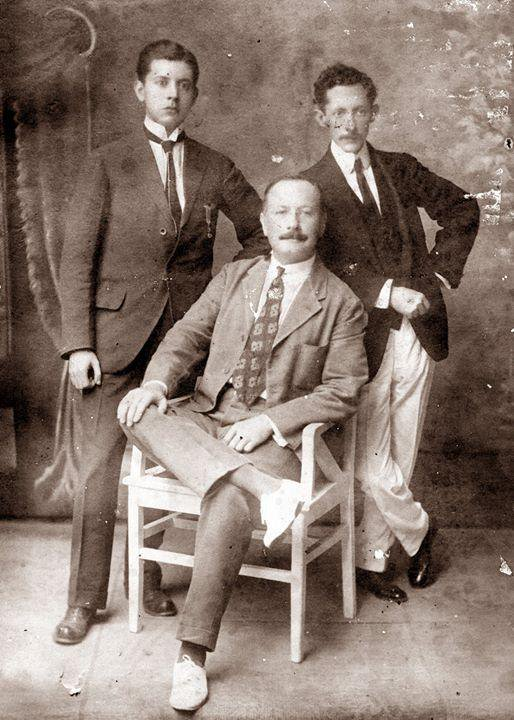
De izquierda a derecha: Dr. José Gregorio Hernández, Dr. Emilio Ochoa y Dr. Francisco Antonio Rísquez; en la Escuela de Enfermería de la UCV en la urbanización Sebucán, en Caracas (1890).

Francisco Antonio Rísquez nació en Juan Griego, Estado Nueva Esparta el día 10 de octubre de 1856, hijo de Jesús M. Rísquez y Fernanda Alfonso Boada. En el periodo comprendido entre 1860 a 1864 aprendió las primeras letras con maestros, entre los cuales se destaca don Bartolomé Milá de La Roca. En 1865 pasó al Colegio fundado por el señor Andrés A. Level. En 1867 siguió estudiando en La Asunción con el doctor Rafael Villavicencio y el año siguiente marchó a Caracas para cursar el segundo año de filosofía en el Colegio Vargas, regentado por los doctores Jerónimo E. y Jerónimo A. Blanco.
En 1870 obtuvo el grado de Bachiller en la Universidad Central de Venezuela. En 1872 fue recibido como miembro del Gimnasio de Literatura y Jurisprudencia. En ese mismo año fue nombrado ayudante de la Escuela Modelo "Guzmán Blanco" y delegado de la Dirección Nacional de Instrucción Pública, así como también practicante del Hospital Militar de la esquina de Castán. Desde 1874 fue miembro de la Escuela Médica, Sociedad ésta que adquirió gran prestigio. En el mes de julio de 1876 obtuvo los grados de Bachiller y de Licenciado en Medicina. El 30 del mismo mes le fue conferido el grado de doctor cuando aún no había cumplido los 20 años de edad. Regresó a Margarita y a fines del año fue elegido Diputado a la Legislatura del Estado Nueva Esparta, encabezando un grupo de independientes en la Asamblea.
En 1878 actuó como miembro correspondiente de la Facultad Médica en el Estado Nueva Esparta, así como también en calidad de Agente Fiscal de la misma. En el mismo año ocupó el cargo de vicerrector del Colegio de La Asunción. El año siguiente fue condecorado con el Busto del Libertador.
En 1880, tras una recorrida profesional por la zona de Barlovento pasó a desempeñar el cargo de Rector del Colegio de La Asunción y fundó el Boletín del Colegio. Un año más tarde había de fundar también un periódico de lucha titulado "El Esfuerzo".

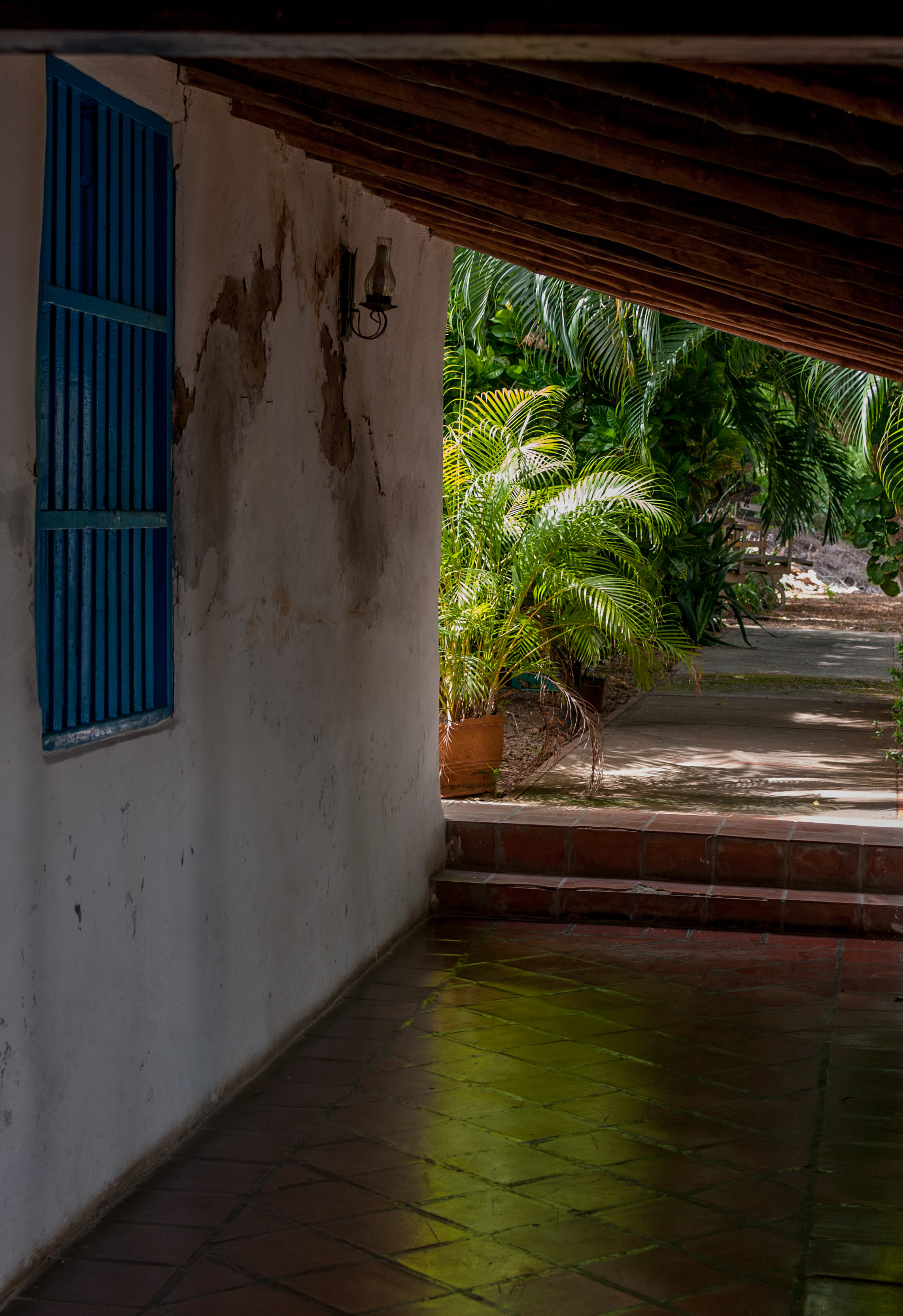
Casa del doctor Francisco Antonio Rísquez hoy Museo Rísquez localizado en Juan Griego, Isla de Margarita estado Nueva Esparta - Venezuela

En 1882 se trasladó a Petare para ejercer la profesión, y en 1883 el Concejo Municipal de esta localidad le nombró Médico Cirujano del Hospital de Petare. Desempeñó, además, los cargos de: Vocal de la Junta de Instrucción Primaria de la Sección Bolívar y de Delegado Adjunto de la Junta Directiva del Centenario del Libertador. Fue nombrado Rector del colegio de Petare y sostuvo con su sueldo un periódico de índole pedagógica: "La Instrucción Popular". El año siguiente, prosiguió sus actividades periodísticas Como redactor de "La Unión Médica" de Caracas.
Después de una corta estada en Barlovento y en Río Chico regresó a Petare en 1886. El año siguiente, el presidente Antonio Guzmán Blanco le nombró fiscal de Instrucción Primaria en el Tercer Circuito. Después de un corto viaje a Margarita, fue llamado a Caracas para desempeñar las Cátedras de Patología Externa y de Obstetricia en la Universidad Central de Venezuela.
En 1888 fue nombrado Vocal del Consejo de Médicos de la República, el cual le eligió para desempeñar la Secretaría. Colaboró con el doctor J. M. de Los Ríos en la fundación de la Clínica de Niños Pobres y en la redacción del periódico "Tributo a los Pobres". En ese mismo año ocupó la Vicerrectoría de la Universidad Central de Venezuela. Un año más tarde pasó a desempeñar interinamente la Cátedra de Patología General e interna y reorganizó la Revista Científica de la Universidad.
Al fundarse en Caracas la institución de la Cruz Roja, en 1891, fue nombrado Vocal del Consejo Supremo. Marchó a Nueva York en 1892 y a su regreso a Caracas fue nombrado Médico del Hospital Militar. Junto con Luis Razetti fundó en 1893 la Sociedad de Médicos y Cirujanos de Caracas y fue su primer Director. En Washington, asistió al Congreso Panamericano en calidad de Delegado Oficial de Venezuela. En el mismo año, ocupó la segunda vicepresidencia del Ateneo de Caracas y actuó como Vocal de la Junta de Instrucción Popular de la Parroquia de Catedral. Desempeñó nuevamente el cargo de vicerrector de la Universidad Central de Venezuela.
En 1894 fue delegado para representar a Venezuela en el Congreso Internacional de Medicina que se reunió en Roma. En 1895, ayudado por los doctores Luis Espelozín y Luis Razetti, obtuvo la creación de las tres Clínicas Madres para la enseñanza práctica de la Medicina, la Cirugía y la Obstetricia, en el Hospital Vargas y ejerció interinamente el cargo de Rector de la Universidad Central de Venezuela.
En 1896 promovió la fundación de la Sociedad Médico Farmacéutica de Socorros Mutuos, así como también la del periódico del Colegio de Médicos, que se tituló "Anales del Colegio". Presidió la comisión encargada de redactar el Código de Instrucción Pública y fue elegido Presidente de la Asociación que se llamó de "Asistencia Pública".
En 1897 fue condecorado con la Medalla de Institución Pública y formó parte del Jurado para el primer concurso del Internado y al Externado del Hospital Vargas.
En Consejo de Médicos aprobó su obra "Farmacopea Venezolana", que fue declarada por el Ministerio "Código Farmacéutico Nacional".
En 1898 desempeñó interinamente y sin sueldo la Cátedra de Medicina Legal y Toxicología. Este curso fue publicado más tarde en su obra "Manual de Medicinal Legal". En 1899 fue nombrado Miembro del Consejo Municipal del Distrito Federal por la Parroquia de Santa Rosalía. Miembro de una junta llamada de Higiene y Salubridad y Director de Higiene del Distrito Federal. Desde este último cargo creó la declaración obligatoria de las enfermedades contagiosas y la estadística demográfica.

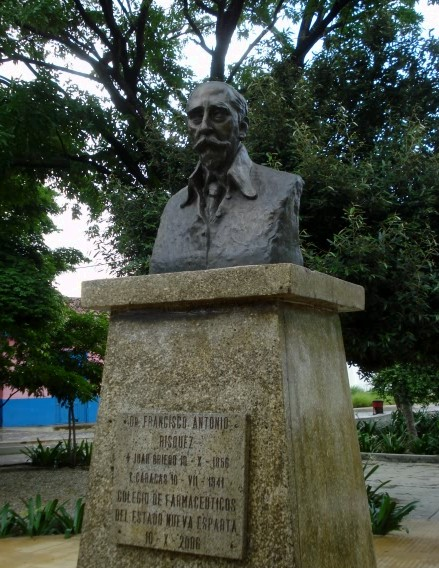
Monumento a Francisco Antonio Risquez en Juan Griego, Isla de Margarita - Venezuela

En 1900 sostuvo ante el Congreso Internacional de Médicos reunido en Francia, su memorable estudio sobre "El verdadero papel patogénico de los microbios".
En 1901 fue nombrado cónsul general de Venezuela en Madrid y desde entonces su nombre figura en sitio sobresaliente en diversas publicaciones de España. En 1902 obtiene su diploma de médico en la Universidad de Madrid y funda en Málaga un Centro Policlínico. La Real Academia de Medicina de Madrid le nombra Miembro Correspondiente, la Academia Médico Quirúrgica de Madrid le cuenta entre sus Individuos de Número así como también la Sociedad Española de Higiene. Funda en Málaga la Liga Antituberculosa y el Dispensario Antituberculoso. La Sociedad de Ciencias Físicas y Naturales de Málaga le recibe como Miembro y el Consejo Supremo de la Cruz Roja Española le concede la Medalla de Oro.
Actuó igualmente en el Dispensario de la Cruz Roja del Distrito del Centro (Madrid) y como Jefe de Clínica en el Instituto Fototerápico de Madrid. En 1908 es nombrado cónsul en Barcelona. En 1909 el Gobierno de la República le nombra Encargado de Negocios en España y en 1910 regresa a Caracas para desempeñar la Cátedra de Patología General. El año siguiente, en colaboración con el doctor C. M. Velásquez, redacta una Memoria Oficial sobre "El paludismo en Venezuela". El 1913 viaja nuevamente para Europa y regresa luego a Caracas para encargarse de la Dirección de la recién fundada Escuela de Enfermeras
Durante el año de 1914 dirige la "Revista de Instrucción Pública", desempeña la Cátedra de Terapéutica Clínica y la Jefatura del Servicio de Medicina anexo. A fines de este año, obtiene su jubilación de la Universidad Central de Venezuela. 
En los años siguientes, sigue representando a Venezuela en diversos Congresos Internacionales. En 1916 es elegido Presidente de la Academia Nacional de Medicina. A pesar de haber sido jubilado, vuelve a la Cátedra de Patología General y Médica.
Durante la Pandemia de gripe de 1918 en Venezuela, Risquez forma parte de la Junta de Socorro Central de Caracas, presidida por el doctor Luis Razetti en colaboración con el resto de distritos y estados. Se estableció una cuarentena general, suspendiendo las actividades en las escuelas, iglesias y centros de ocio, las visitas a cementerios y la anulación de todo evento público. Varios hospitales colapsaron, se tuvo que habilitar hospitales en casas. Razetti consideraba que el aislamiento era «cosa dificilísima, casi imposible en la práctica». 
En 1920 es elegido Director de la Escuela de Medicina y de inmediato procede a reformarla y a reglamentarla, creando además, laboratorios y gabinetes para la enseñanza práctica.
Rísquez debe ser considerado como el creador de la higiene del trabajo, ya que en 1922 fue el primero en iniciar conferencias públicas en los centros de obreros.
En 1928 es nombrado Jefe del Dispensario Antituberculoso de Caracas. En 1935 es nombrado Rector de la Universidad Central de Venezuela. En 1936 es declarado Huésped de Honor del Congreso Médico Panamericano de Río de Janeiro.
En 1941 muere en Caracas el día 10 de julio a la edad de 85 años. Sus restos mortales reposan en el Panteón Nacional.
En homenaje a este médico ilustre varias instituciones llevan su denominación epónima entre ellas: U.E.N "Dr. Francisco Antonio Risquez" en La población de Los Millanes, Municipio Marcano, Liceo Dr. "Francisco Antonio Rísquez", en La Asunción, ambas en Nueva Esparta. En Caracas el Hospital de Cotiza lleva su nombre.
Su hijo y su nieto Rafael Rísquez Iribarren fueron médicos, profesores universitarios y además presidentes de la Academia Nacional de Medicina y de la Federación Médica Venezolana.

## Publicaciones
- Rísquez, Francisco Antonio. 1901. “Manual de medicina legal, ajustada a la legislación venezolana”. Editor Pedro Valeri Rísquez. Caracas – Venezuela.
- Rísquez, Francisco Antonio. 1908. “Curso completo de patología general y su clínica para uso de estudiantes, catedráticos y prácticos”. Imprenta de Jaime Vives. Barcelona – España 2 volúmenes.
- Rísquez, Francisco Antonio. 1917. “Doctor Felipe Guevara Rojas. Homenaje a su memoria. Biografía”. Litografía del Comercio. Caracas – Venezuela.
- Rísquez, Francisco Antonio. 1926. “Discursos y conferencias. Escritos literarios. Prólogo de Lisandro Alvarado”. Tipografía Americana, Caracas - Venezuela.
- Rísquez, Francisco Antonio. 1926. “Curso de higiene militar, naval, de la aviación y educación sexual”. Prólogo del doctor Aimé Gauthier. Editorial Excelsior. París – Francia.
- Rísquez, Francisco Antonio. 1927. “Patología General y Propedéutica, para uso de estudiantes, catedráticos y prácticos”. Tipografía Americana. Caracas – Venezuela.
- Rísquez, Francisco Antonio. 1928. “Farmacopea venezolana”. Tercera Edición. Tipografía Americana. Caracas – Venezuela.
- Rísquez, Francisco Antonio. 1928-29. “La Morbosidad en Venezuela”. En: Trabajos de la Delegación Venezolana al Primer Congreso de la Asociación Médica Panamericana, en colaboración con el doctor Luis Razetti. La Habana. diciembre 1928 a enero 1929. Tipografía Americana. Caracas – Venezuela.
- Rísquez, Francisco Antonio. 1929. “Beauperthuy, precursor”. Gaceta Médica de Caracas. Tomo XXXVI.
- Rísquez, Francisco Antonio. 1932. “El Tecnicismo médico en el lenguaje castellano2. Discursos leídos en la Academia Venezolana de la Lengua, en la recepción pública del señor Doctor Don Francisco Antonio Rísquez. Contestación del Doctor J. M. Núñez Ponte. Tipografía Americana. Caracas – Venezuela.
- Rísquez, Francisco Antonio. 1936. “Biografía del doctor Luis Razetti, al cumplirse el 4º Aniversario de su muerte”. Tipografía Americana. Caracas – Venezuela.
- Rísquez, Francisco Antonio. 1938. “De mi viaje al Sur”. Tipografía Americana. Caracas – Venezuela.
- Rísquez, Francisco Antonio. 1939. “Manual de medicina legal”. Cuarta Edición. Editorial Zig-Zag, Chile.
- Rísquez, Francisco Antonio. 1939. “Otra vez al Sur”. Tipografía Americana. Caracas - Venezuela

### Prólogo de publicaciones
- Sánchez, Andrés. 1921. “Geografía Médica de la Isla de Margarita”. Prólogo de Francisco A. Rísquez. Tipografía Americana. Caracas – Venezuela.
- Rodríguez Rivero, Plácido Daniel. 1930. “Discursos leídos en la recepción pública del Doctor P. D. Rodríguez Rivera como Individuo de Número. Academia Nacional de Medicina”. Contestación del Doctor Francisco A. Rísquez. Tipografía Americana. Caracas - Venezuela.
- Acosta Silva, Manuel. 1935. “Contribución al estudio de las afecciones de las vías Biliares en Venezuela2. Trabajo presentado a la Academia Nacional de Medicina. "Prólogo" firmado: Francisco A. Rísquez. Editorial Elite. Caracas – Venezuela.

## Honores
En 1897 fue condecorado con la Medalla de Institución Pública.
En 1902 Consejo Supremo de la Cruz Roja Española le concede la Medalla de Oro
Recibió la orden Libertador
En Caracas en la localidad de Cotiza existe el Hospital Francisco Antonio Risquez en honor a él y su obra.
En Juan Griego estado Nueva Esparta su ciudad natal existe una plaza y monumento en su honor.

## Galería

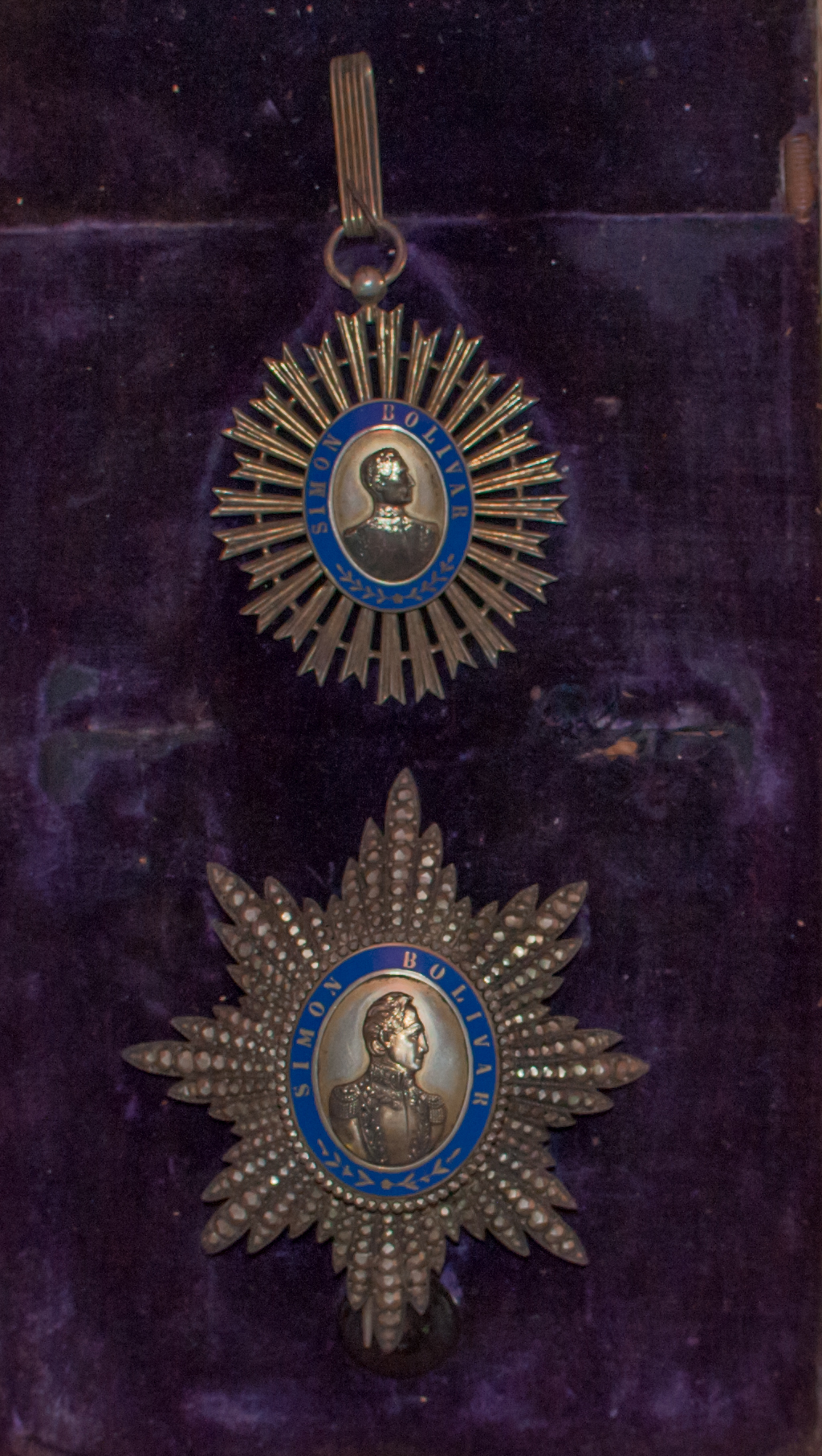
Orden Libertador otorgada al Dr. Francisco Rízquez
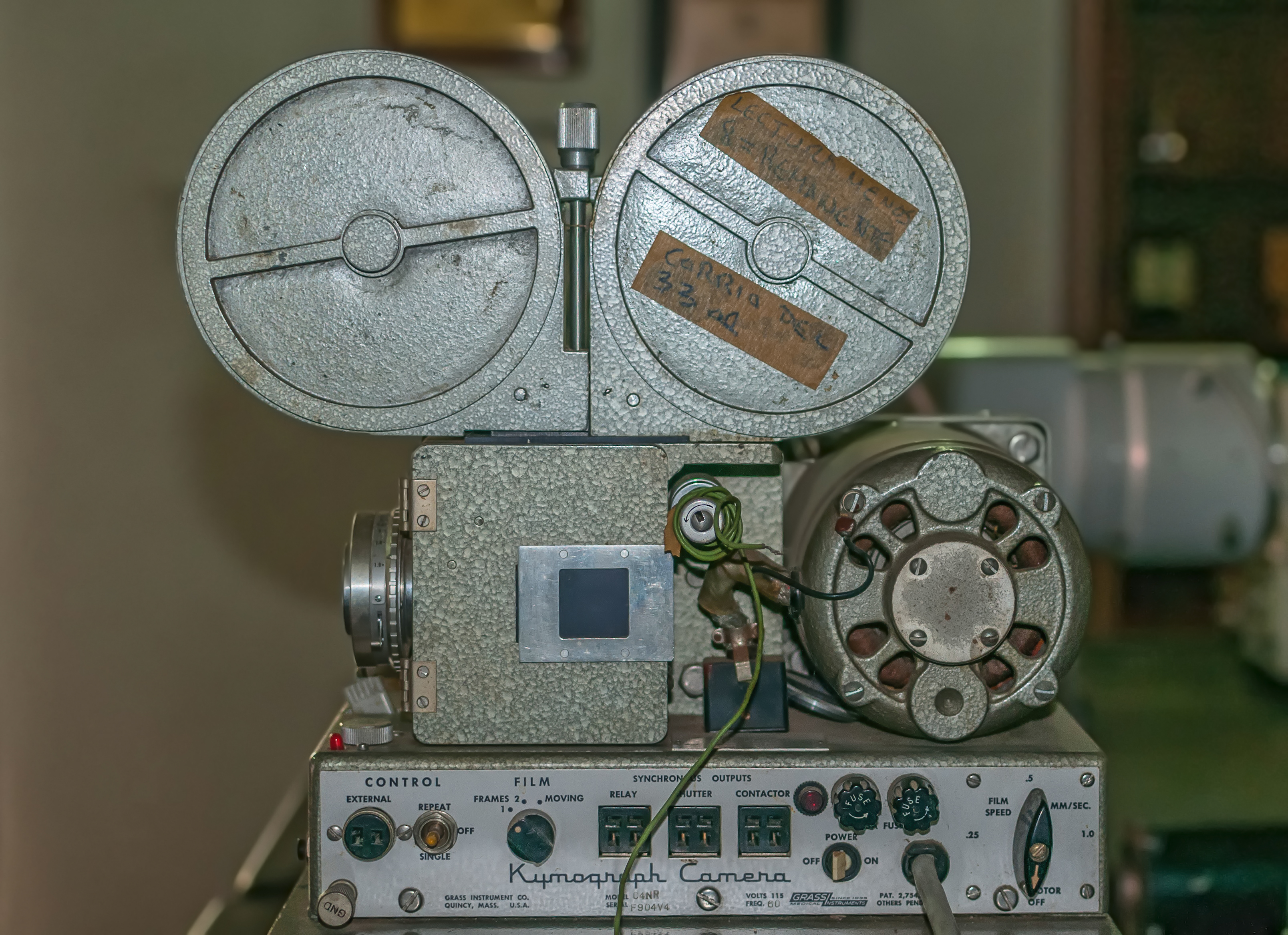
Cámara quimógrafo utilizada por el Dr. Francisco Rísquez, la misma se conserva en su casa hoy Museo Rísquez
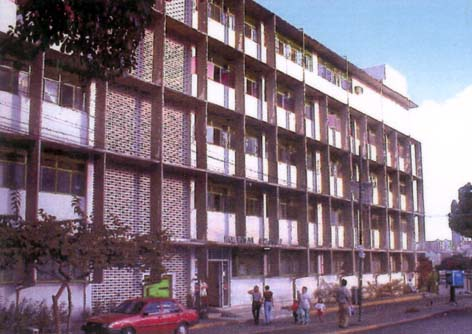
Hospital Francisco Antonio Rísquez en Cotiza, Caracas-Venezuela